# ガイ・ブラウンシュタイン

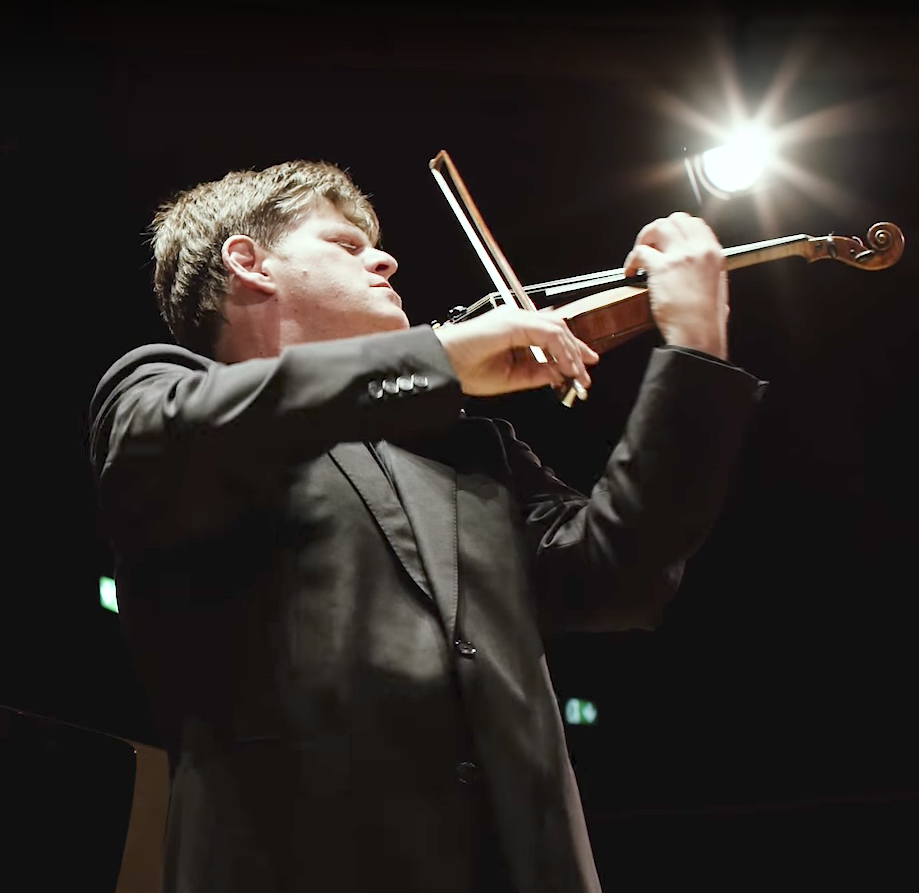
Guy Braunstein, 2018

ガイ・ブラウンシュタイン（Guy Braunstein, 1971年 - ）は、イスラエル、テルアヴィヴ生まれのヴァイオリニスト。

## 経歴
7歳でヴァイオリンを始める。ニューヨークでグレン・ディクテロウ（Glenn Dicterow）およびピンカス・ズーカーマンに師事する。イスラエル・フィルハーモニー管弦楽団、モスクワ放送交響楽団、フランクフルト放送交響楽団、ベルリン・フィルハーモニー管弦楽団などの世界的なオーケストラと共演している。ソロ、室内楽では、ズービン・メータ、マウリツィオ・ポリーニ、アイザック・スターン、イェフィム・ブロンフマン、サー・サイモン・ラトル、ダニエル・バレンボイムらと共演している。
2000年よりベルリン・フィルハーモニー管弦楽団の第1コンサートマスター。2003年から2007年までベルリン芸術大学教授。2013年、ソロ活動に専念するためにベルリン・フィルハーモニー管弦楽団を退団した。